# Nesterkovo
Nesterkovo (in lingua russa Нестерково) è una città della Russia, sul fiume Oredež, nell'Oblast' di Leningrado.